# Rumskulla kyrka

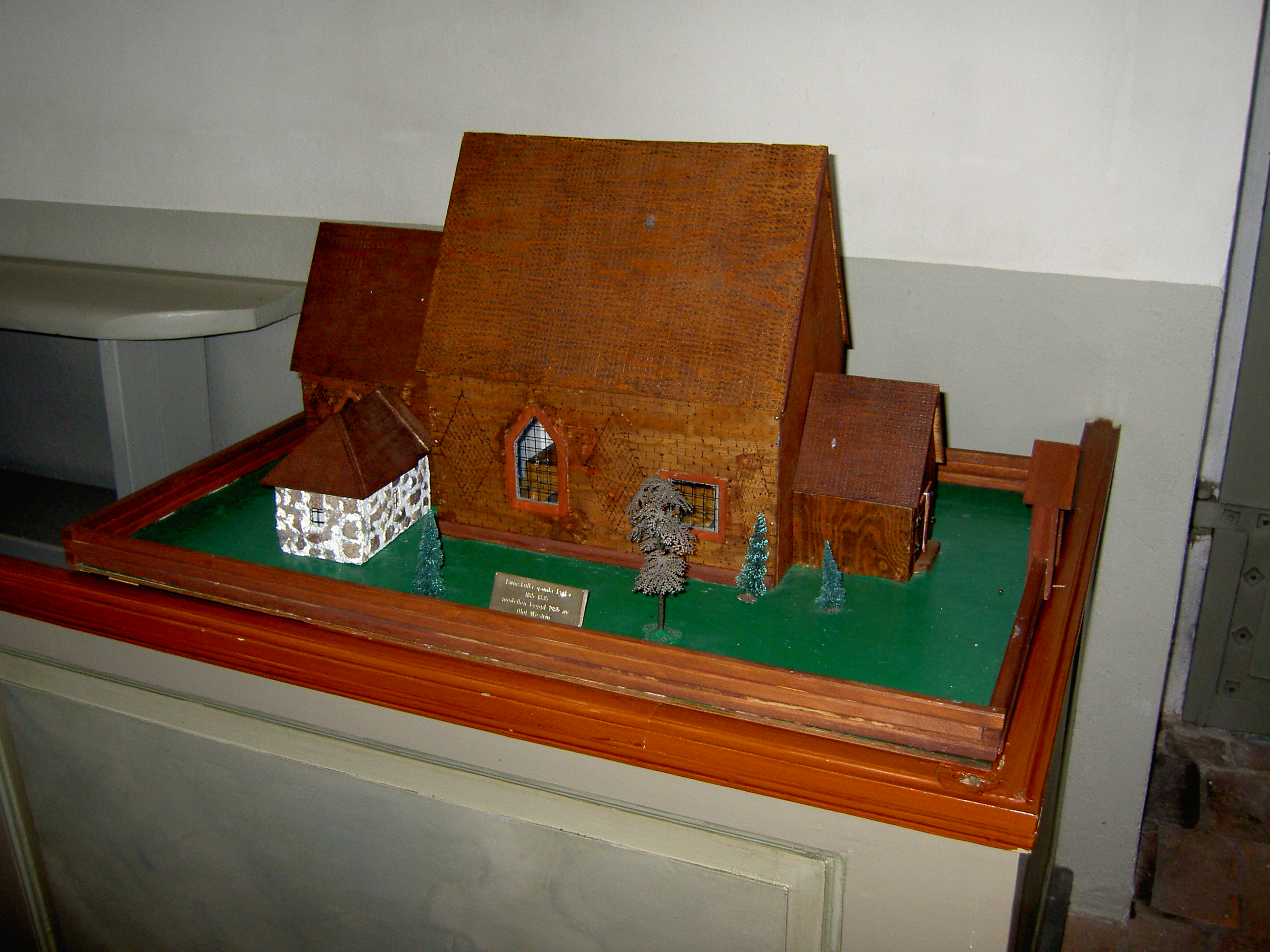
Modell av tidigare kyrka

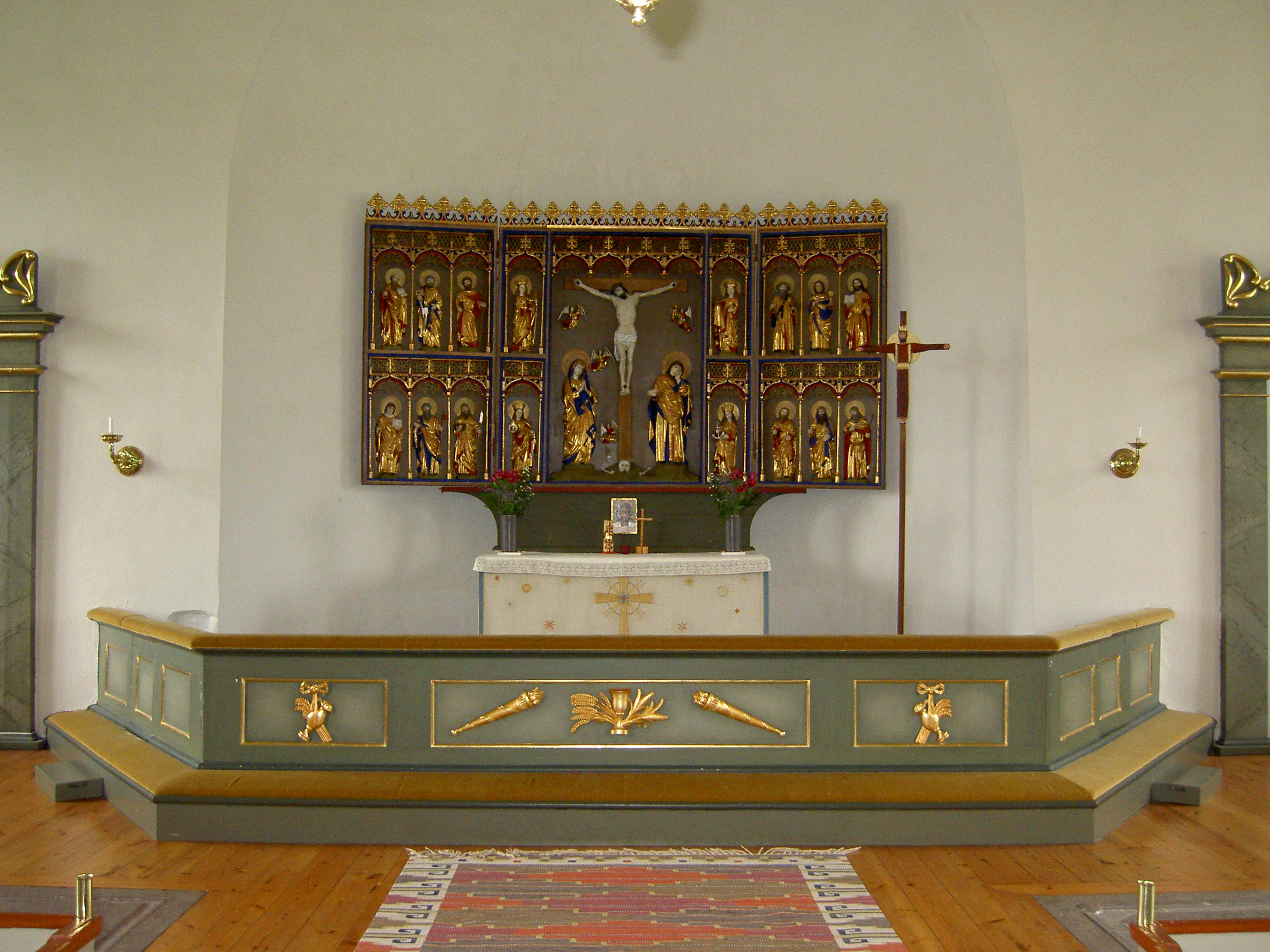
Altaruppsatsen

Rumskulla kyrka är en kyrkobyggnad i Rumskulla i Linköpings stift. Den är församlingskyrka i Rumskulla församling. 

## Kyrkobyggnaden
Den första kyrkan i Rumskulla byggdes under medeltiden och omnämns för första gången 1320. Träkyrkan var uppförd av liggtimmer och hade spånade ytterväggar. Kyrkobyggnaden bestod av ett långhus med ett smalare lägre kor och en sakristia av sten. 1418 försågs kyrkan invändigt med målningar. 1744 föreslog biskop Andreas Olavi Rhyzelius att målningarna skulle utstrykas, vilket skedde några år senare då nya dekorationer i barockstil tillkom. Befolkningen kom att bli alltmer talrik och trots att man byggde ut kyrkan under mitten av 1700-talet räckte den ändå inte till. Man började planera att ersätta kyrkan med en ny och större.
År 1792 började man föra fram material till en ny kyrka av sten. Förberedelserna fortsatte fram till 1817. Efter en tioårig paus återupptogs arbetet. Definitivt beslut att bygga ny kyrka togs år 1832. Två år senare påbörjades grundläggningsarbetena. Nya stenkyrkan uppfördes omkring den gamla så att gudstjänsterna kunde forstsätta ostört under byggnadstiden. Sommaren 1835 revs medeltidskyrkan och 11 oktober samma år hölls den första gudstjänsten i nya kyrkan. 10 juni 1838 invigdes kyrkan av biskop Johan Jacob Hedrén. Av ursprungliga träkyrkan som revs 1835 finns några enstaka brädor och stockar bevarade.
Nuvarande kyrka är uppförd i nyklassicistisk stil med murar av sten och tegel som är spritputsade och avfärgade i gult. Ingångar finns mitt på långhusets norra och södra sida samt på västra sidan genom tornet. Kyrkan har ett runt korparti i öster där sakristian är inrymd. Kyrktornet har en öppen vitmålad lanternin av trä som kröns av ett förgyllt kors.
Kyrkans tak var från början belagt med järnplåt, men 1970 lät man byta ut den rostskadade järnplåten till lackerad aluminiumplåt. För kyrkor var detta takmaterial helt nytt så Rumskulla kyrka blev en försökskyrka. Man försökte så långt som möjligt få plåten att likna järnplåt.
Sedan färdigställandet har kyrkan inte genomgått några genomgripande förändringar. 1904 ägde den viktigaste förändringen rum då ett medeltida altarskåp från föregående kyrka sattes upp som altarprydnad. Tidigare stod ett kors på altaret som var flankerat av två gipsfigurer föreställande Bönen och Ordet.

## Inventarier
- Predikstolen med förgyllda emblem är från 1830-talet och samtida med nuvarande kyrka. Ett timglas på predikstolen, som restaurerades 1936, kan ha tillhört gamla kyrkans predikstol.
- Dopfunten av mässing skänktes till kyrkan 1683 och är tillverkat vid mässingsbruket i Norrköping.
- 1851 stals allt kyrksilver bortsett från ett sockentyg som förvarades på prästgården. Ett nytt nattvardskärl med paten köptes in samma år till kyrkan.
- Altarskåpet är från 1400-talet och står sedan 1904 på altaret efter att ha genomgått en hårdhänt restaurering. I skåpets mittparti avbildas Jesus som korsfäst omgiven av Maria och Johannes. Omkring korsfästelsescenen står fyra kvinnliga helgon. I dörrarna finns avbildningar av de tolv apostlarna. När skåpet är stängt syns dörrarnas yttersidor där helgonen Sankt Olof och Sankt Erik är avbildade.
- I tornet hänger två klockor. Ena klockan göts 1769 av Elias Fries Thoresson i Jönköping. Andra klockan göts 1913 av Bergholtz klockgjuteri i Stockholm.

### Orgel
- 1665 bygger Magnus Åhrman, Kalmar en orgel till kyrkan med 7 stämmor.[1]
- 1697 fanns en orgel i kyrkan. I den tidigare orgeln fanns en Scarp.
- 1718 bygger Johan Åhrman ett orgelverk till kyrkan.[2] 1732 säljs en orgel av okänt ursprung till Norra Vi kyrka. 1718 repareras orgeln.

| Manual         |
| Principal 4'   |
| Gedact 8'      |
| Oktava 2'      |
| Kvint 3'       |
| Superoktava 1' |
| Ters 1 1/2'    |

- 1733 bygger Lars Solberg (orgelbyggare), Norra Sandsjö, en orgel med 10 stämmor.[3]
- 1840 bygger Sven Nordström, en orgel med 16 stämmor.
- Den nuvarande orgeln är byggd 1926 av E A Setterquist & Son, Örebro, och är en mekanisk orgel med rooseweltlådor. Den har tre fria kombinationer och registersvällare. Fasaden är från orgeln byggd 1840.

| Manual I       | Manual II          | Pedal         | Koppel    |
| Borduna 16’    | Rörflöjt 8’        | Subbas 16’    | I/P       |
| Principal 8’   | Sonor Clarinett 8’ | Ekobas 16’    | II/P      |
| Dubbelflöjt 8’ | Salicional 8’      | Violoncell 8' | II/I      |
| Gedackt 8’     | Violin 8’          | Basun 16'     | I 4'/I    |
| Gamba 8'       | Voix celeste 8'    |               | II 16'/II |
| Octava 4’      | Ekoflöjt 4'        |               |           |
| Octava 2'      | Oboe 8'            |               |           |
| Trumpet 8'     |                    |               |           |